# Grab von Wang Jian

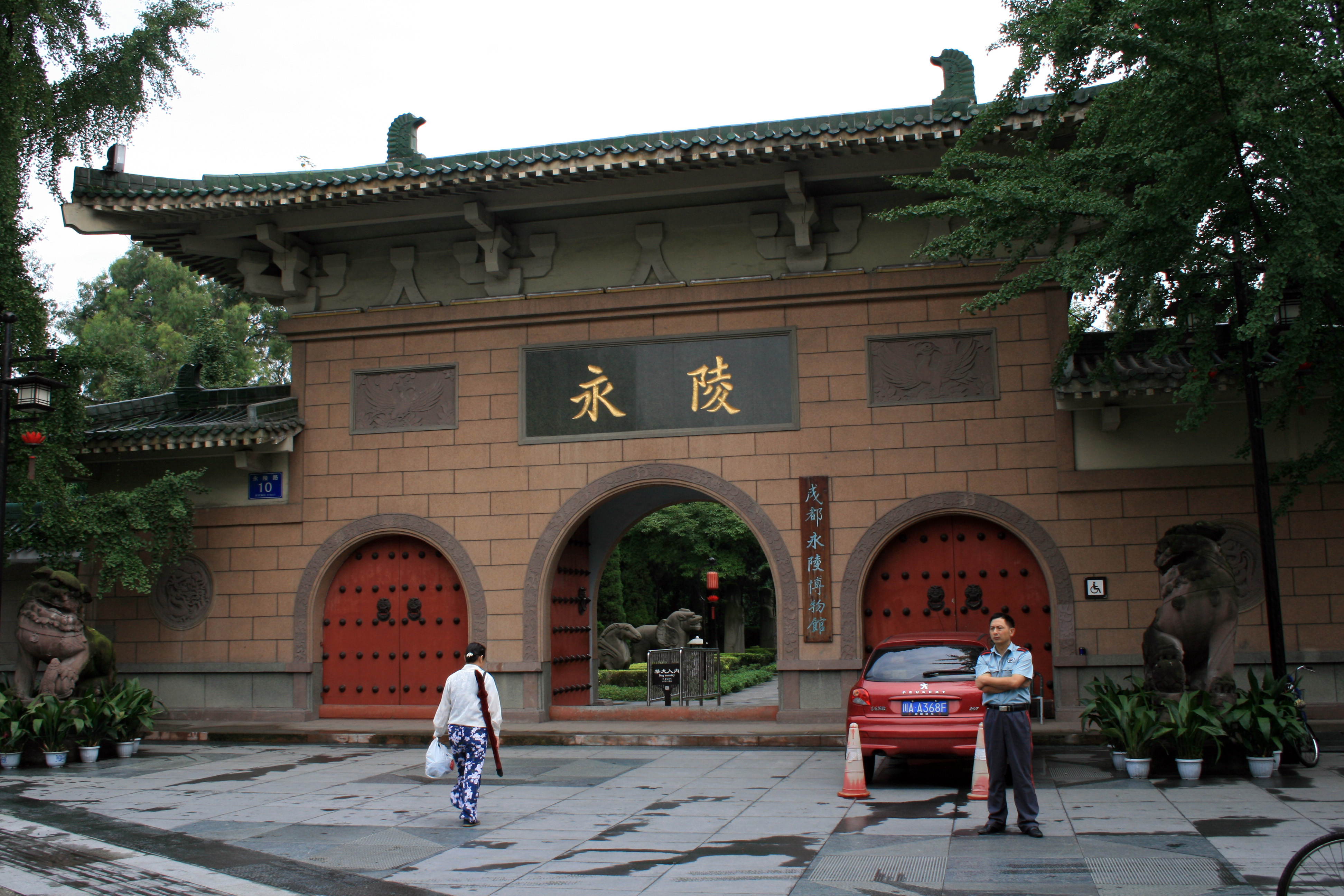
Wang Jian-Mausoleum – 永陵, 2010

Das Grab von Wang Jian (chinesisch 王建墓, Pinyin Wáng Jiàn mù, englisch Tomb of Wang Jian, eigentlich 前蜀永陵,  Qián Shǔ Yǒnglíng, kurz 永陵,  Yǒnglíng – „Mausoleum von Wang Jian“, heute 成都永陵博物館 / 成都永陵博物馆,  Chéngdū Yǒnglíng Bówùguǎn – „Chengdu Yongling Museum)“ im westlichen Randgebiet von Chengdu, der Provinzhauptstadt von Sichuan, China, wurde 1943 ausgegraben. Es ist die Ruhestätte des Herrschers des Früheren Shu-Reiches (Qian Shu)  Wang Jian in der Zeit der Fünf Dynastien und Zehn Reiche.
Es wurde aus großen Steinblöcken erbaut und enthielt eine Statue von Wang Jian, Figuren von Kriegern und Musikern sowie weitere Grabobjekte, darunter einen Jadegürtel und den Text einer Trauerrede.
Das Grab steht seit 1961 auf der Liste der Denkmäler der Volksrepublik China.